# Historia del terrorismo
La historia del terrorismo es una historia de individuos bien conocidos e históricamente significativos, entidades e incidentes asociados con el terrorismo. Expertos concuerdan en que el terrorismo es un término disputado, y muy pocos de los etiquetados de terroristas se describen como tal. Es común para los opositores en un conflicto violento describir al otro lado como terroristas o como practicantes de terrorismo.
El primer uso del término "terrorismo" sucedió durante el Reinado del Terror de la Revolución francesa, cuando los Jacobinos, que gobernaban el estado revolucionario, emplearon la violencia, incluyendo las ejecuciones en masa por guillotina, para obligar a tener obediencia al estado y a intimidar a los enemigos del régimen. El término terrorismo muchas veces se asocia con el estado de violencia e intimidación, esta asociación duró hasta el siglo XIX, cuando comenzó a asociarse con grupos no gubernamentales. El Anarquismo,[cita requerida] a menudo en connivencia con el nacionalismo, fue la ideología más destacada vinculada con el terrorismo. 
En el siglo XX, el terrorismo continuó siendo asociado[cita requerida] con una gran variedad de grupos anarquistas, socialistas, fascistas y nacionalistas, muchos de ellos apoyaban en las luchas anticoloniales. Algunos eruditos también eran etiquetados como terroristas y acusados de violencia sistemática, el estado los amenazaba constantemente, tal es el ejemplo de la Unión Soviética estalinista y la Alemania Nazi donde los eruditos eran tachados de terroristas y eran perseguidos.
A mediados del siglo XX la ocupación de Palestina, en aquel momento protectorado británico, por parte de grupos sionistas desencadenó una nueva generación de terrorismo, el provocado por los grupos armados como el Irgun, Leji (una escisión del Irgun) o la Haganà, que atacaban de forma criminal e indiscriminada a la población civil árabe para forzar su huida y ocupar sus aldeas. Otro objetivo del terrorismo sionista fueron los soldados del protectorado británico en Palestina, incluyendo un gran atentado contra el Hotel King David (Sede de la Comandancia militar británica) en Jerusalén en 1946 que dejó más de 90 muertos. 
El principal objetivo de los actos de terrorismo de los grupos terroristas sionistas era la limpieza étnica de Palestina, tal y como recoge de forma formidable el estudio del historiador israelí Ilan Pappe en su ensayo "The Ethnic cleansing of Palestine", y que basa su relato en, entre otros, los dietarios de algunos de los fundadores e ideológos del Estado de Israel, como fueron Shimon Peres o Itzhak Rabin, todos ellos, junto a otros como Ariel Sharon, miembros de los grupos armados terroristas comentados.

## Definición
Aunque muchos se han propuesto muchas definiciones, no hay ninguna definición exacta de terrorismo. Esto en parte deriva del hecho de que el término se adjudica a temas políticos y emocionales, la palabra terrorismo en su mayoría se utiliza contra enemigos o adversarios que pretenden "manchar" su imagen. Algunas definiciones de terrorismo son:
- 1795. Durante la intimidación en el Reinado del terror en Francia, el término terrorismo fue utilizado y registrado por primera vez.
- 1916. Gustave LeBon: "El terrorismo siempre ha sido empleado por revolucionarios, como una forma de impresionar a sus enemigos y como ejemplo para aquellos que dudaban sobre su poder..."
- 1937. Según la Liga de las Naciones: "Todos los actos criminales dirigidos contra un estado y que fueran previstos o calculados para crear un estado de terror en las mentes de personas particulares o un grupo de personas o el público general es terrorismo".
- 1987. Una definición propuesta por Irán en una Conferencia Islámica Internacional contra el terrorismo: "El terrorismo es un acto llevado a cabo para lograr un trato inhumano y corrupto cuyo objetivo implica una amenaza a la seguridad y violación de los derechos reconocidos por la religión y la humanidad".
- 1988. Una definición de consenso académico: "El terrorismo es un método de ansiedad e inspirador de acción violenta repetida, empleado en clandestinidad individual, por un grupo o estados, por razones idiosincrásicas, criminales o políticas, por el que (a diferencia de asesinato) el terrorismo no tiene blancos principales. Las víctimas humanas del terrorismo generalmente se eligen al azar (blancos de oportunidad) o selectivamente (blancos representativos o simbólicos) de una población y sirven como generadores de mensajes".
- 1989. Estados Unidos: La violencia premeditada, políticamente motivada y perpetrada contra objetivos no combatientes por grupos subnacionales o agentes clandestinos es terrorismo.
- 1992. una definición propuesta por Alex P. Schmid a la rama de la delincuencia de las Naciones Unidas: "Las actividades terroristas se llevan a cabo en tiempos de paz pero son crímenes de guerra".
- 2001. Estados Unidos Ataque terrorista a las torres gemelas (breve explicación)
- 2002. Unión Europea: "... dada su naturaleza o contexto, el terrorismo puede dañar seriamente a un país o una organización internacional en su compromiso con el objetivo de intimidar gravemente a una población".
- 2003. India: El terrorismo hace referencia a la propuesta de Schmid en 1992, en la Corte Suprema de la India que calificó de actos terroristas a los equivalentes crímenes de guerra".
- 2005. La asamblea general de las Naciones Unidas dijo que el término terrorismo es: "Un acto criminal que es previsto o calculado para provocar un estado de terror en el público en general, un grupo de personas o personas particulares para propósitos políticos que son en cualquier circunstancia injustificables, las justificaciones pueden ser políticas, filosóficas, ideológicas, raciales, étnicas, religiosas o de cualquier otra naturaleza que se puede invocar para justificarlos".
- 2008. Carsten Bockstette, un oficial militar alemán al servicio en el centro George C. Marshall para el estudios de seguridad europea, propone la siguiente definición: "Es un tipo de violencia política en un conflicto asimétrico diseñado para inducir terror y temor psíquico (a veces indiscriminado) a través de la victimización violenta y destrucción de objetivos no combatientes (símbolos emblemáticos a veces)".
- 2014. Contenida en una ley antiterrorista de Arabia Saudita teniendo efecto desde el 1 de febrero de 2014, la siguiente definición ha sido criticada por Amnistía Internacional y Human Rights Watch por ser excesivamente amplia: "El acto realizado por un delincuente en cumplimiento de un proyecto individual o colectivo, directamente o indirectamente, destinada a alterar el orden público del estado, a la seguridad de la sociedad , la estabilidad del estado, para exponer su unidad nacional al peligro, para suspender la ley básica de gobierno o algunos de sus artículos, o insultar la reputación del estado o de su posición, o infligir daño a uno de sus servicios públicos o sus recursos naturales para intentar obligar a una autoridad gubernamental no llevar alguna acción a cabo, es terrorismo".

En muchos países europeos han sucedido atentados terroristas cobrando así la vida a cientos de personas.

## Inicios del terrorismo

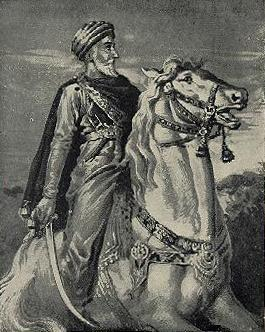
Representación artística de Hassan-i Sabbah

Los eruditos discuten si las raíces del terrorismo se remontan al siglo I con la organización Sicarii o al siglo XI con los Al-Hashshashin o el siglo XIX con la hermandad Fenian, o a otras épocas. Los sicarii y los Hashshashin operaban en Medio Oriente pero en distintos siglos, mientras que la hermandad de Fenian operaba en Europa en el siglo XIX. Antes del reinado del terror el terrorismo era asociado con la pólvora, antes del reinado había personas que consideraban el intento de destruir el Parlamento Inglés en 1605, y el Motín del té, como terrorismo, los hijos de la libertad también eran considerados terroristas en 1773, tres años antes de la independencia estadounidense.
Durante el Siglo 1 A.C, los judíos en la provincia de Judea se rebelaron, matando a colaboradores destacados de los romanos. En el siglo 6 A.C, según el historiador Josefo, Judas de Galilea formó una organización extremista llamada Sicarii, sus acciones fueron dirigidas también contra los colaboradores de los romanos, sacerdotes, saduceos, herodianos y otras elites adineradas. De acuerdo con Josefo, los sicarii ocultaban dagas cortas bajo sus mantos, se mezclaban con las multitudes en grandes festivales, para asesinar a sus víctimas y luego desaparecían entre la multitud aterrorizada. Uno de sus asesinatos más famosos fue el asesinato del sacerdote Jonathan.
A finales del siglo XI, los Hashshashin (también conocidos como Los Asesinos) fueron creados, los Hashshashin fueron una secta islamista dirigida por Hassan-i Sabbah. Los Hashshashin lograron tomar Alamut y otros bastiones de la fortaleza. Las fuerzas Hashshashin eran demasiado pequeñas para desafiar a enemigos militarmente grandes, así que asesinaban a varios gobernantes de ciudades y comandantes militares para crear alianzas con vecinos poderosos militarmente. Por ejemplo, ellos son responsables de la muerte de Janah al-Dawla, gobernador de Homs, la muerte de Ridwan de Alepo y también de la muerte de Mawdud, Seljuk emir de Mosul, como un favor al regente de Damasco. Los Hashshashin también llevaban a cabo asesinatos como represalia. Algunos no consideran a los Hashshashin terroristas ya que cuando mataban a un líder político no organizaban revueltas ni intimidaban.

## Reinado de Terror (1793–1794)

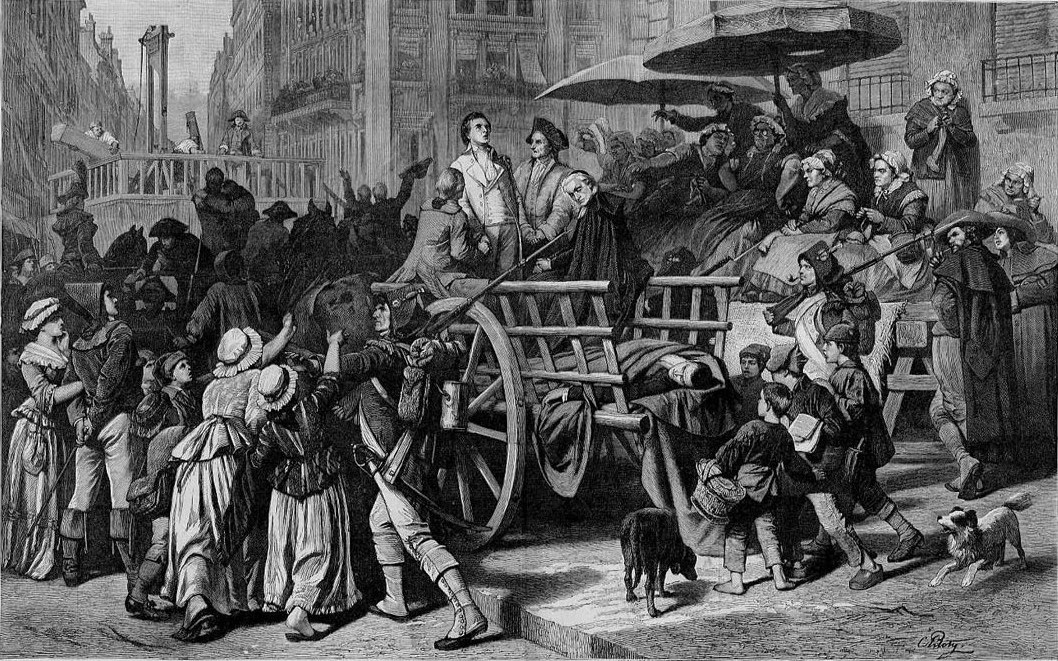
"Enemigos del pueblo" rumbo a la guillotina durante el Reinado de Terror

El reinado de Terror (5 de septiembre de 1793 – 28 de julio de 1794) o simplemente el Terror (Francés: la Terreur) fue un período de once meses durante la revolución francesa suscitado cuando los Jacobinos empezaron a emplear la violencia, incluyendo las ejecuciones en masa en la guillotina, con el fin de intimidar a los enemigos del régimen jacobino y obligar a la obediencia de estado. El número de muertos asede aproximadamente a 40.000 y entre los muertos se encuentra el rey Luis XVI y Marie Antoinette. Este reinado de terror acabó, el 28 de julio de 1794 cuando, Maximilien Robespierre, fue ejecutado en la guillotina por otros miembros de la Convención Nacional Francesa.
Los Jacobinos a veces son mencionados como terroristas. La palabra "terrorismo" fue utilizada y marcada por primera vez para mencionar las acciones que ellos hacían. Algunos eruditos modernos, sin embargo, no consideran que el reinado del terror sea terrorismo, en parte porque se llevó a cabo por el estado francés.

## Aparición del terrorismo
El terrorismo se ha asociado con el terror de estado y el Reinado de Terror en Francia, hasta mediados del siglo 19, cuando el término comenzó a ser asociado con grupos no gubernamentales. El anarquismo, a menudo en liga con el creciente nacionalismo, fue el más destacado de las ideologías vinculadas con el terrorismo.
En el siglo 19, fueron desarrollados los explosivos, la integración global alcanzó niveles sin precedentes y, a menudo, los movimientos políticos radicales se hicieron de muy alta influencia. A menudo estos grupos utilizaban explosivos para provocar pánico en los ciudadanos y darse a notar.
Una de las características del terrorismo moderno es la imposición de una violencia impersonal, en donde media un artefacto.En los últimos años, una nueva forma de terrorismo ha empleado como blanco de su violencia a espacios de consumo masivo y espacios de recreación. Los elementos que sientan las bases para el terrorismo incluyen, poblaciones relegadas donde el poder del estado se encuentra ausente, mensajes radicalizados que buscan aislar a ciertos grupos jóvenes, situaciones extremas de pobreza o condiciones institucionales donde no se den las garantías constitucionales ni de elección libre.

### Irlanda
Uno de los primeros grupos en utilizar modernas técnicas terroristas fue la Hermandad Republicana Irlandesa. Que se fundó en 1858 y era un grupo nacionalista revolucionario, la hermandad tenía presencia tanto en Irlanda como entre los inmigrantes irlandeses en Estados Unidos.
Después de siglos de dominación Británica, estos irlandeses que estaban hartos de los británicos se organizaron en una hermandad, la hermandad se fundó con el objetivo de establecer una república independiente en Irlanda, y empezaron a llevar a cabo frecuentes actos de violencia en el área metropolitana de Gran Bretaña para lograr sus objetivos a través de la intimidación.
En 1867, los líderes de esta hermandad fueron arrestados y condenados por la organización de un levantamiento armado. Mientras los líderes de esta hermandad eran trasladados a prisión, la camioneta de la policía en el que estaban siendo transportados fue interceptada y un sargento de la policía fue baleado en el rescate. Un audaz intento de rescate de otro líder Irlandés radical encarcelado en la prisión de Clerkenwell, fue realizado en el mismo año, se llevó a cabo gracias a una detonación que fue hecha en los muros de la prisión, como consecuencia murieron 12 personas y causó numerosos heridos. El ataque enfureció el público Británico, causando un pánico contra esta organización.
Aunque la Hermandad Republicana Irlandesa, condenó el ataque a la prisión de Clerkenwell y dijo estar indignado por ese "terrible y lamentable suceso", la organización volvió a hacer atentados en Gran Bretaña entre los años 1881 y 1885, estos atentados son considerados los primeros atentados terroristas modernos. En lugar de las viejas formas de terrorismo basada en el asesinato político, estos nuevos atentados sembraban más miedo en la sociedad, los atentados hechos por la hermandad en esos años sembraron el pánico y el terror en la zona metropolitana de Gran Bretaña, estos atentados tenían el fin de lograr ventajas políticas. Los ataques terroristas de la hermandad fueron en su mayoría planeados por miembros de la hermandad en EU.
La primera unidad de la policía para combatir el terrorismo fue fundada en 1883 por la Policía Metropolitana, inicialmente comenzó como una pequeña sección del Departamento de Investigación Criminal. Fue conocido como la Rama Especial Irlandés, y fue entrenada en la lucha contra el terrorismo con técnicas para combatir la Hermandad Republicana Irlandesa. La unidad fue cambiada de nombre constantemente por motivos de seguridad.

### Los Anarquistas y la "Propaganda por el hecho"

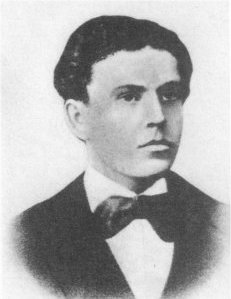
Ignacy Hryniewiecki, responsable del asesinato del zar Alejandro II de Rusia

El concepto de "propaganda por el hecho" o "propaganda por el acto" abogaba por la violencia u otros actos públicos provocativos contra enemigos políticos con el fin de inspirar revoluciones y rebeliones masivas. Uno de los primeros individuos asociados a este concepto, es el italiano revolucionario Carlo Pisacane (1818-1857), el escribió en su libro "testamento político" (1857) que "los anarquistas son un grupo de hechos". El anarquista Mijaíl Bakunin (1814-1876), en su libro "Letters to a Frenchman on the Present Crisis"(1870) declaró que "deben difundirse los objetivos anarquistas, por eso se debe hacer más potente la propaganda anarquista", el anarquista francés Paul Brousse (1844 – 1912) popularizó la frase "propaganda por el hecho"; en 1877 él citó como ejemplos la comuna de París de 1871 y la manifestación en Berna con la participación provocativa de la bandera roja socialista. Por el año 1880, el lema "propaganda por el hecho" había comenzado a utilizarse para referirse a los atentados anarquistas. Reflejando esta nueva comprensión del término, en 1895 el anarquista italiano Errico Malatesta, escribió que la "propaganda por el hecho" tenía como objetivo incitar violentas insurrecciones comunales destinadas a encender una revolución inminente.
Fundada en Rusia en 1878, Naródnaya Volia fue un grupo anarquista revolucionario dirigido por Sergéi Necháyev, ellos seguían la idea de la "propaganda por el hecho". El grupo desarrolló ideas como la matanza de líderes opositores, más tarde las matanzas de opositores se volverían el "sello" de la violencia de pequeños grupos no estatales, los Volia estaban seguros de que el mayor avance tecnológico del siglo era la dinamita, ellos fueron el primer grupo en hacer uso indiscriminado de la dinamita para sus fines revolucionarios. Ellos intentaron provocar una revuelta popular contra el zarato ruso, el grupo empezó matando a figuras políticas después el 13 de marzo de 1881, asesinaron al Zar Alejandro II de Rusia. El asesinato fue a causa de la detonación de una bomba que mató también al atacante que puso la bomba, Ignacy Hryniewiecki, la muerte del zar no provocó la revolución esperada, y una consiguiente ofensiva puso fin al grupo.
Los europeos también se dedicaron en esos tiempos a la violencia políticamente motivada. Por ejemplo, en 1893, Auguste Vaillant, un anarquista francés, lanzó una bomba en la cámara de diputados de Francia en el que una persona resultó herida. En reacción a los ataques bomba y otros atentados y tentativas de asesinato, el gobierno francés restringió la libertad de prensa y aprobó una serie de leyes que peyorativamente se conoce como Lois scélérates. A finales del siglo XIX, terroristas anarquistas perpetraron los asesinatos del presidente de la República Francesa Marie François Sadi Carnot (1894), del presidente del Consejo de Ministros español Antonio Cánovas del Castillo (1897) y de la emperatriz de Austria-Hungría, Isabel de Baviera (1898).

### Estados Unidos

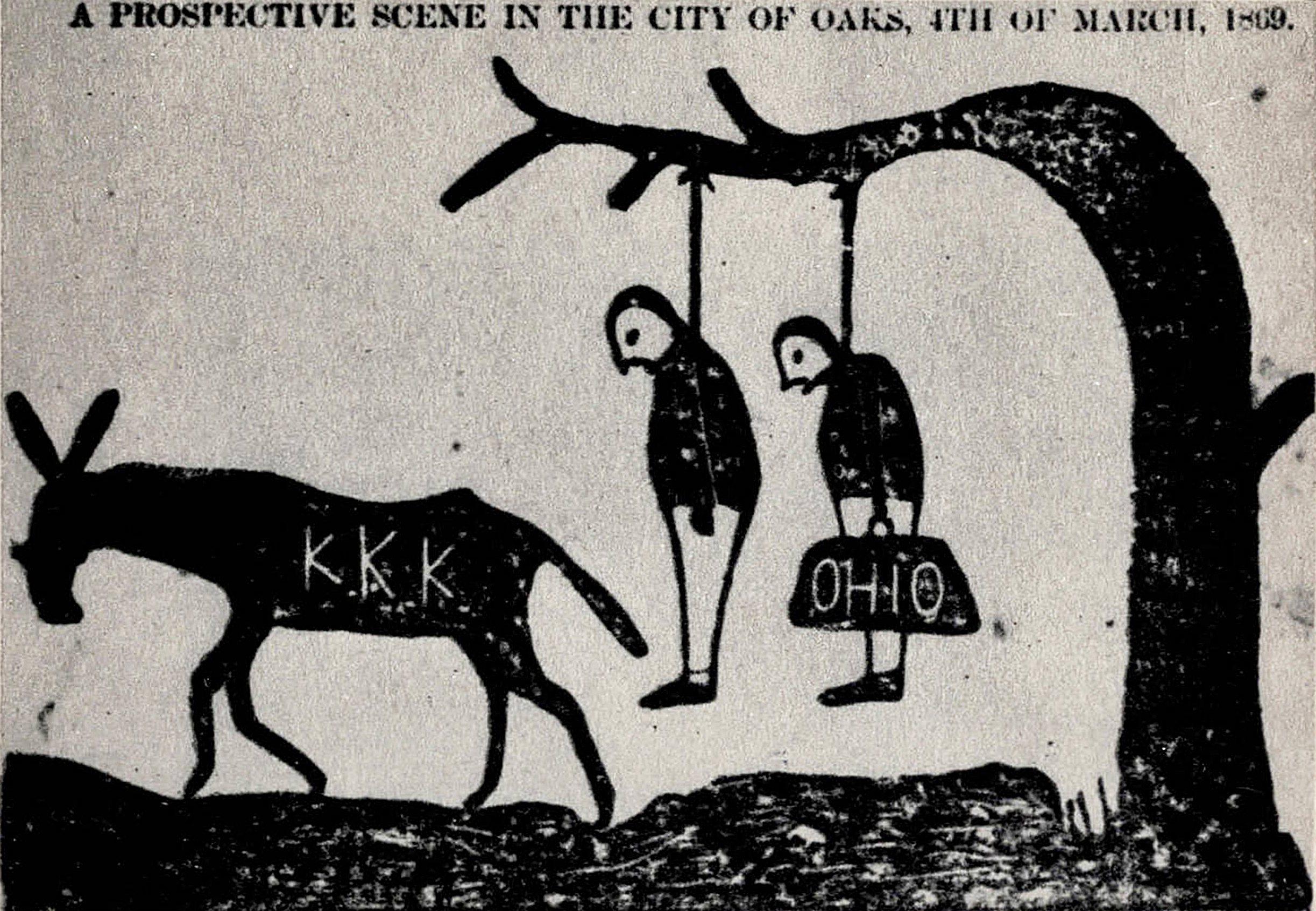
Una caricatura que mostraba a unas personas linchadas por el Ku Klux Klan, Tuscaloosa, Alabama, 1868

Antes de la Guerra Civil de Estados Unidos, el abolicionista John Brown (1800-1859) era líder y miembro de grupos que estaban en contra de la esclavitud, entre 1856 y 1859 John fue el líder de diversos atentados, el más famoso fue en 1859 contra un arsenal en Harpers Ferry. Las fuerzas locales pronto recuperaron el arsenal, John fue capturado , juzgado y ejecutado por traición. Un biógrafo de Brown escribió que el propósito de Brown era "la fuerza de la nación en un nuevo esquema político mediante la creación del terror". En 2009, en el 150 aniversario de la muerte de Brown, varios medios de comunicación debatieron si Brown tenía que ser considerado un terrorista.
Después de la Guerra Civil, el 24 de diciembre de 1865, fue creado en los antiguos estados de la Confederación el Ku Klux Klan (KKK). El Ku Klux Klan uso la violencia, linchamientos, asesinatos y actos intimidatorios como la quema de la cruz para oprimir, en particular a los afroamericanos, y crear una sensación de miedo e inseguridad con sus entradas dramáticas y sus rostros enmascarados. Este grupo era de supremacía blanca, antisemita, racista, anticatólico, y nativista. Los fundadores del Ku Klux Klan se jactaba de que era una organización nacional de 550.000 hombres y que se podría reunir a 40.000 hombres del klan, dentro de solo cinco días de antelación, el grupo no tenía registrados a sus miembros así que es difícil saber cuantos eran en realidad. El Ku Klux Klan, era políticamente poderoso, y en varias ocasiones controlaron los gobiernos de Tennessee, Oklahoma y Carolina del Sur, además de varias legislaturas en el sur del país.

### Imperio Otomano
Varios grupos nacionalistas usaron de la violencia en contra del Imperio Otomano en evidente decadencia. Una de ellas fue la Federación Revolucionaria Armenia, un movimiento revolucionario fundado en Tiflis en 1890 por Christapor Mikaelian. Muchos miembros habían sido parte del grupo Narodnaya Volya y del Partido Revolucionario Hunchakian. El grupo se dedicaba al contrabando de armas y el secuestro, ellos seguían las tácticas de grupos anarquistas en Europa, pensaban que con la suficiente presión el Imperio Otomano se retiraría de Armenia. El 24 de agosto de 1896, de 17 años de edad Babken Suni y 27 miembros de la Federación Revolucionaria Armenia capturaron el Banco Imperial Otomano en la ciudad de Estambul. El grupo exigió la intervención Europea para detener las masacres contra los armenios y la creación de un estado armenio, el intento fue fallido, no se consiguió nada. Más tarde el grupo fue desarticulado.
También inspirado por el Narodnaya Volya, la Organización Interna Revolucionaria de Macedonia fue un movimiento revolucionario fundado en 1893 por Hristo Tatarchev, este grupo operaba en la parte de Macedonia controlada por los otomanos. A través del asesinatos y la provocación de revueltas, el grupo trató de obligar al gobierno Otomano la creación de una nación macedonia. El 20 de julio de 1903, el grupo incitó a los Ilinden a levantarse en armas contra los Otomanos. La Organización Revolucionaria de Macedonia exigió a varios gobiernos europeos su ayuda para crear un estado macedonio libre. Las demandas fueron ignoradas y las tropas turcas aplastaron a los 27,000 revolucionarios macedonios en Ilinden dos meses más tarde.

## Principios delsigloXX
El nacionalismo revolucionario continuo motivando la violencia en el siglo XX, muchos ataques eran dirigidos contra las

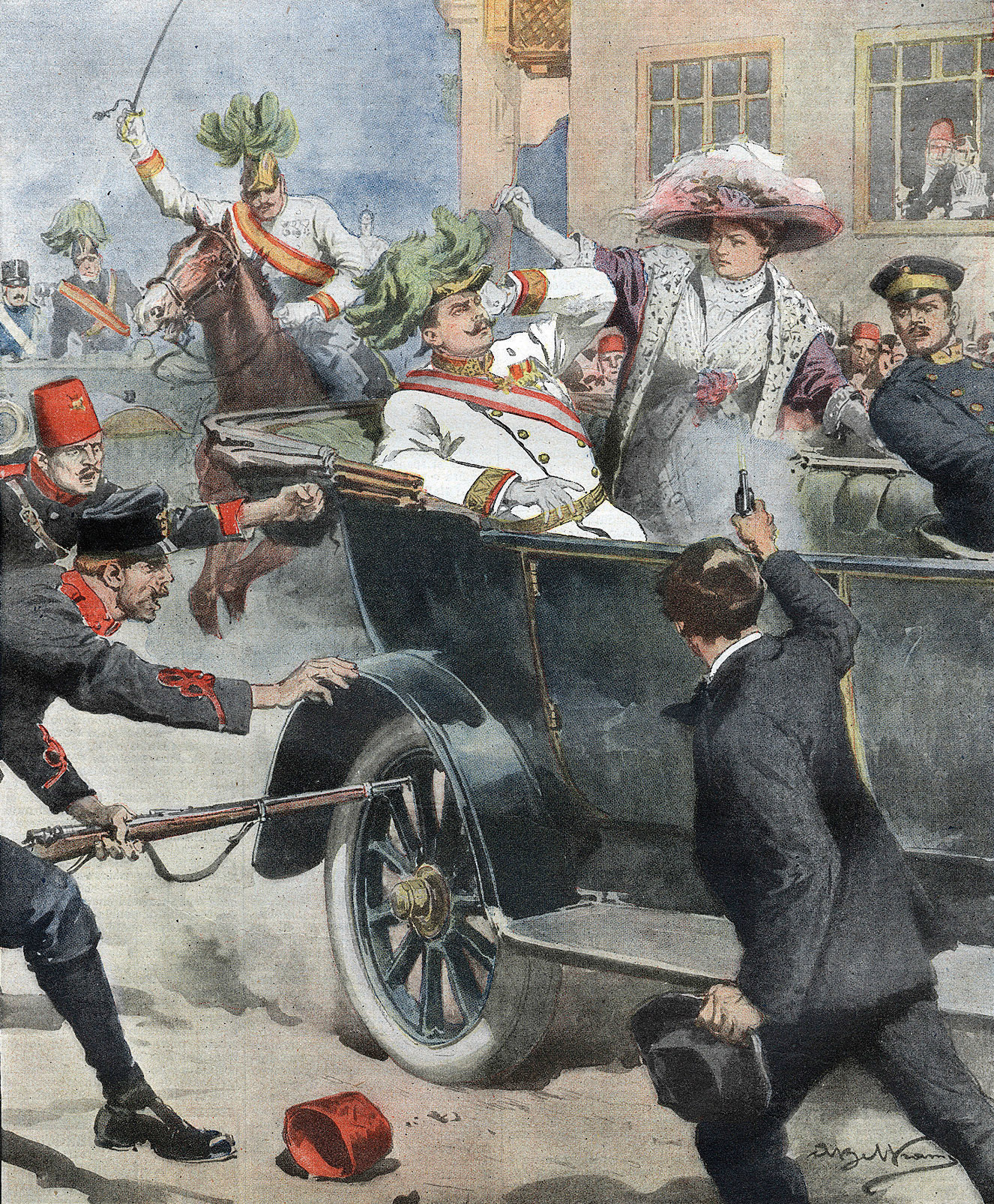
Ilustración que representa el momento del asesinato del archiduque Francisco Fernando de Austria y su mujer, la duquesa Sofía Chotek

potencias coloniales occidentales. El Ejército republicano irlandés hizo varios atentados contra los británicos en la década de 1910 e inspiró a los grupos sionistas, Irgún y Leji para luchar contra los británicos a lo largo de la década de 1930 durante el mandato británico en Palestina. Al igual que IRA y otros grupos sionistas, los Hermanos Musulmanes utilizaron los atentados y asesinatos para tratar de liberar Egipto del control británico.
El movimiento del Sufragio femenino en el Reino Unido también cometieron ataques terroristas antes de la Primera Guerra Mundial. El movimiento del sufragio femenino hizo estos ataques en 3 fases en distintos años, 1905, 1908, 1913, los ataques incluyen desobediencia civil, destrucción de propiedad pública, causar incendios y ataques bomba. El caso más famoso de terrorismo por parte de este movimiento fue el incendio de la Casa de David Lloyd George (se desconoce por qué lo incendiaron ya que Lloyd estaba a favor del movimiento).
Los asesinatos políticos también continuaron en el siglo XX, su primera víctima fue el rey Umberto I de Italia, asesinado en julio de 1900. La violencia política se extendió por la Rusia Imperial, y varios ministros fueron asesinados a inicios de siglo. Uno de los asesinatos políticos más famoso de Rusia fue el asesinato del primer ministro Pyotr Stolypin, asesinado en 1911 por un izquierdista radical.
El 28 de junio de 1914, el archiduque Francisco Fernando de Austria, heredero al trono Austro-Húngaro y su esposa, Sophie, la duquesa de Hohenberg, fueron asesinados a tiros en la ciudad de Sarajevo, capital de Bosnia-Herzegovina, por Gavrilo Princip, miembro de un grupo de seis asesinos enviados por la organización nacionalista serbia Mano negra. Los asesinatos produjeron un choque generalizado en toda Europa, también puso en marcha una serie de acontecimientos que condujeron a la Primera Guerra Mundial.
En la década de 1930, el régimen Nazi en Alemania y de Stalin en la Unión Soviética practicaron el terrorismo de Estado sistemáticamente y en una escala masiva y sin precedente.

### Independencia de Irlanda
En una acción llamada Alzamiento de Pascua o rebelión de Semana Santa, el 24 de abril de 1916, miembros Voluntarios Irlandeses y el Ejército Ciudadano Irlandés tomaron la oficina de correos General de Dublín y varios otros edificios y proclamaron una República Irlandesa independiente. La rebelión fracasó militarmente pero fue un éxito para la fuerza física republicana irlandesa, los líderes de la revuelta se convirtieron en héroes irlandés después de su eventual ejecución por el Gobierno británico.

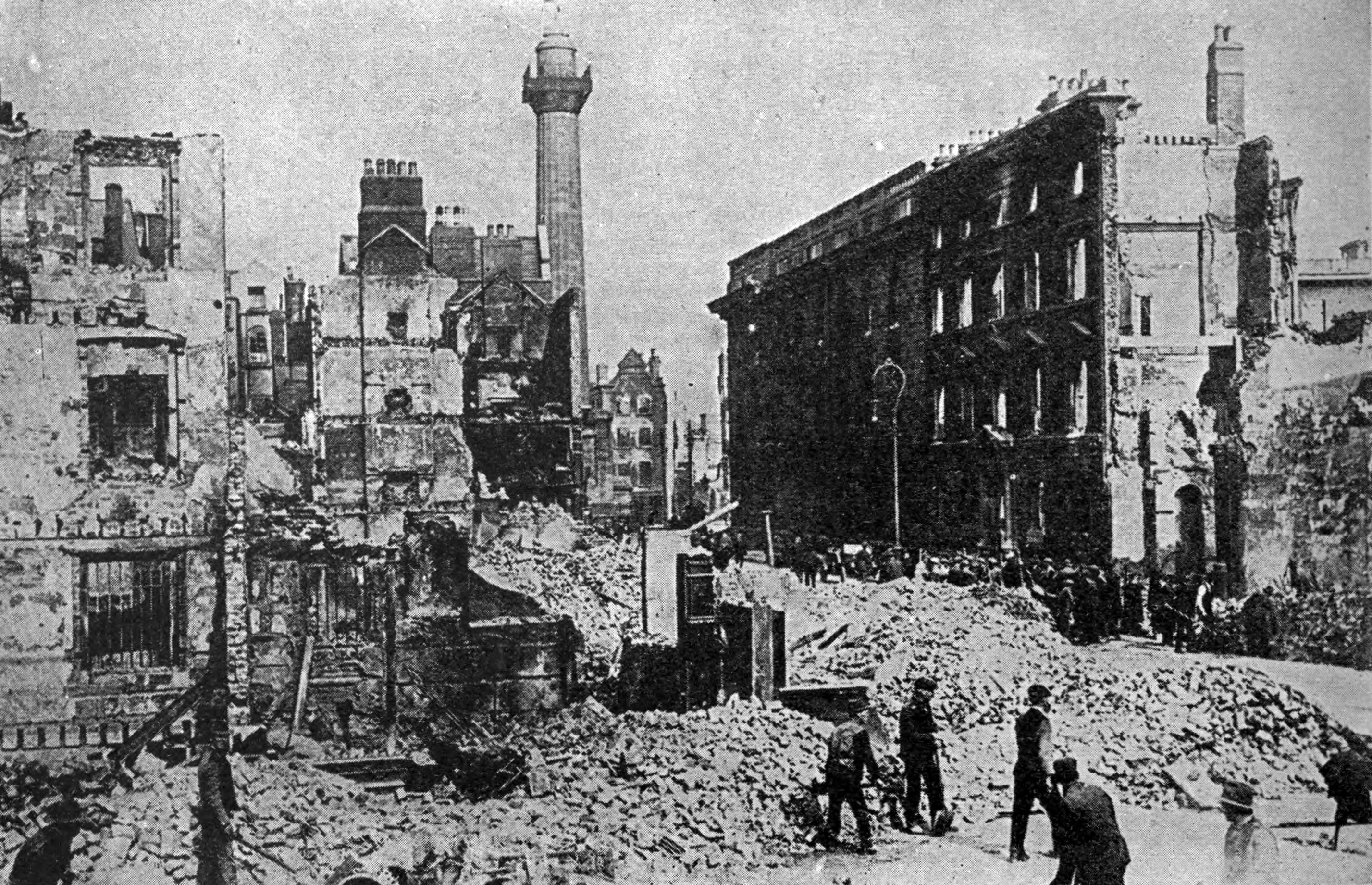
Escombros en las calles de Dublín después de la fallida Rebelión de Semana Santa en 1916 contra los británicos

Poco después de la rebelión, Michael Collins y otros fundaron el Ejército republicano irlandés (IRA), que a partir de 1916 hasta 1923 llevaron a cabo numerosos ataques contra símbolos del poder británico. Por ejemplo, IRA atacó simultáneamente más de 300 comisarías justo antes de la Pascua de 1920, y en noviembre de 1920, ejecutaron públicamente a una docena de policías y los quemaron abajo de los muelles de la ciudad de Liverpool, una acción que llegó a ser conocida como el Domingo Sangriento.
Después de años de guerra, se firmó el Tratado Anglo-Irlandés de 1921 creando un estado libre irlandés que abarca 26 de 32 condados de la isla donde se asienta Irlanda. Las tácticas de IRA fueron una inspiración para otros grupos, incluyendo a diversas organizaciones terroristas en Palestina, incluso para operaciones especiales británicas durante la Segunda Guerra Mundial.
IRA es considerado uno de los grupos innovadores del terrorismo moderno, los británicos más tarde utilizarían las tácticas de IRA para aterrorizar y causar daño entre los alemanes en la Segunda Guerra Mundial.

### Mandato Palestino

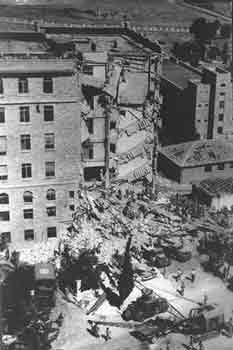
Hotel Rey David después del ataque bomba de 1946

Después de la Matanza de Hebrón de 1929 67 judíos recibieron altos cargos en el Mandato británico de Palestina, la milicia sionistas Haganá se transformó en una fuerza paramilitar. En 1931, sin embargo, la milicia Irgún se separó de Haganah, oponiéndose a la política de Haganah de contención. Fundada por Avraham Tehomi, Irgún intento defender agresivamente a los judíos de ataques árabes. Sus tácticas de atacar a las comunidades árabes, incluyendo el atentado contra un concurrido mercado árabe, estaba considerado entre los primeros ejemplos de terrorismo dirigido contra civiles. Después de estos atentados los británicos se vieron obligados a hacer nuevas restricciones severas sobre la inmigración judía a Palestina y establecieron una visión de un solo estado con una mayoría árabe, el Irgún comenzó una campaña contra el dominio británico asesinando a policías y robando sus armas, también empezaron a sabotear vías de ferrocarriles británicos. El ataque más conocido de Irgún fue un ataque bomba en 1946 contra el hotel rey David en Jerusalén, el día del ataque el hotel albergaba una junta de altos mandos políticos y militares británicos. 99 personas murieron y 46 resultaron heridas en lo que fue el ataque más mortal en la época del mandato en Palestina. Este ataque fue condenado fuertemente y amplió aún más la brecha entre Haganah y Irgun. Tras el ataque bomba, Ben-Gurion llamó a Irgun "un enemigo de gente judía". Después de la creación de Israel en 1948, Menachem Begin (líder del Irgún de 1943-1948) transformó el grupo en el partido Jerut, que más tarde se convirtió en parte de una alianza con el partido Gahal de ideología de centro-derecha, entre otros partidos que también participaron en la alianza.
Durante el mandato británico en Palestina en la década de 1930, la organización Izz ad-Din al-Qassam había organizado y establecido la mano negra, una milicia nacionalista Palestina. La organización reclutaba en su mayoría a campesinos y los entrenaba con tácticas militares, en 1935 ya se habían enlistado en la organización entre 200 y 800 hombres. Las células de la mano negra fueron equipadas con bombas y armas de fuego, que utilizaban para matar judíos. Aunque la revuelta de al-Qassam fracaso, muchas organizaciones ganaron inspiración de su ejemplo. al-Qassam se hizo un héroe popular y una inspiración para posteriores organizaciones terroristas árabes.
Lehi (Irgún Tzvaí Yisrael, a.k.a. "Frente de lucha por Israel", también conocido como Stern Gang) era un grupo sionista revisionista anteriormente perteneciente e Irgún en 1940. Abraham Stern formó Leji a partir de los miembros de Irgún descontentos después de que Irgún acordara una tregua con Gran Bretaña en 1940. Lehi asesino a políticos prominentes como estrategia. Por ejemplo, el 6 de noviembre de 1944, Lord Moyne, el ministro de Estado británico para Oriente Medio, fue asesinado. Como consecuencia los británicos lanzaron una gran caza para detener y matar a miembros de Lehi y Irgun. Después de la fundación de Israel en 1948, Lehi fue formalmente disuelta y sus miembros se integraron en las fuerzas de defensa israelíes.

### Resistencia durante la SGM
Algunas de las tácticas de guerrilla, fueron utilizadas por los movimientos de resistencia en los países ocupados durante la Segunda Guerra Mundial, según el historiador M. R. D. Foot, pueden ser considerados los actos de los movimientos de resistencia actos terroristas. Colin Gubbins, un líder clave dentro de las Fuerzas Especiales Británicas (FEB), dijo que las Fuerzas Especiales utilizaron y perfeccionaron las tácticas de IRA.
Las FEB ayudaban a la resistencia francesa a destruir completamente la infraestructura de comunicación del oeste de Francia, esta colaboración coordinada es considerada la más grande en su tipo en la historia. El supremo comandante aliado Dwight Eisenhower escribió más adelante que la destrucción de esa infraestructura fue clave para ganar la guerra. Las FEB también realizaron operaciones en África, Medio Oriente y el lejano Oriente.
Los trabajos de guerrilla realizados por las FEB recibieron reconocimiento en 2009 con un monumento conmemorativo en Londres, sin embargo, algunos consideran que las acciones de guerrillas realizadas por las FEB son inmorales.

## Terrorismo durante la guerra fría

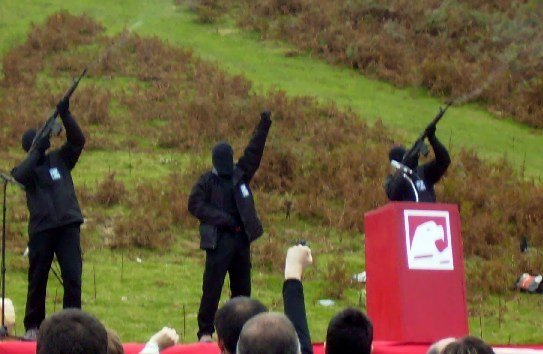
Miembros de ETA disparan salvas al aire en el Gudari Eguna de Aritxulegi, Oyarzun (Guipúzcoa) el 25 de septiembre de 2006.

Después de la Segunda Guerra Mundial, en gran medida exitosas campañas de lucha anticolonial se lanzaron contra los imperios europeos que poseían colonias, las milicias de resistencia contra loa nazis al terminar la guerra pronto se convirtieron en organizaciones en contra del colonialismo. El Viet Minh, por ejemplo, que había luchado contra los japoneses, ahora luchaba contra los colonos franceses. En Medio Oriente, la organización Hermanos Musulmanes utilizaba los atentados y asesinatos contra los británicos que dominaban Egipto. También durante la década de 1950, el Frente de Liberación Nacional en la Argelia francesa y el EOKA en Chipre luchaban contra las potencias coloniales.
En la década de 1960, inspirados en la Revolución China de Mao de 1949 y de la revolución cubana de Castro de 1959, movimientos de independencia nacionales con impulsos nacionalistas y socialistas empezaron a crearse alrededor del mundo. Este fue el caso de ETA en España, del Frente de Liberación de Quebec y de la Organización para la Liberación de Palestina.
En la década de 1960 y 1970, los grupos izquierdistas violentos iban en aumento, simpatizaban con otros movimientos de guerrilla del tercer mundo y que buscaban provocar revueltas anticapitalistas. Estos grupos incluyen el PKK en Turquía, ASALA en Armenia, el Ejército Rojo Japonés, la facción del Ejército Rojo Alemán. Los grupos nacionalistas IRA y los Tigres de Tamil iniciaron sus operaciones entre la década de los 60 y 70.
Durante la Guerra fría, los Estados Unidos y la Unión Soviética ayudaron económicamente y armamentísticamente a varios grupos nacionalistas. Por ejemplo, asesores militares chinos y soviéticos ayudaron en el equipamiento y entrenamiento del Viet Cong durante la guerra de Vietnam. Militares de la Unión Soviética también proporcionaron apoyo a la OLP durante el conflicto israelí-palestino, y a Fidel Castro durante la revolución cubana. Los Estados Unidos financiaron los grupos como los Contras en Nicaragua. Muchos militantes islámicos radicales de los últimos años del siglo XX y principios del siglo 21 habían sido financiados en la década de 1980 por los Estados Unidos y el Reino Unido para que lucharan contra la URSS en Afganistán.

### Medio Oriente
Fundados en 1928 como una organización nacionalista de bienestar social y movimiento político en el Egipto controlado por los británicos, los Hermanos Musulmanes comenzaron a atacar estaciones de policía y a soldados británicos a finales de 1940. Esta organización fue fundada y dirigida por Hassan al-Banna, la organización también mataba a políticos y colaboradores de los británicos, el asesinato más famoso de esta organización fue el asesinato del primer ministro egipcio Nuqrashi en 1948. La organización tomó el poder hasta que fueron derrocados en un golpe militar de 1952, y poco después la organización pasó a la clandestinidad ante una represión masiva. Aunque prohibidos y oprimidos, el grupo continúa existiendo en la actualidad en Egipto.

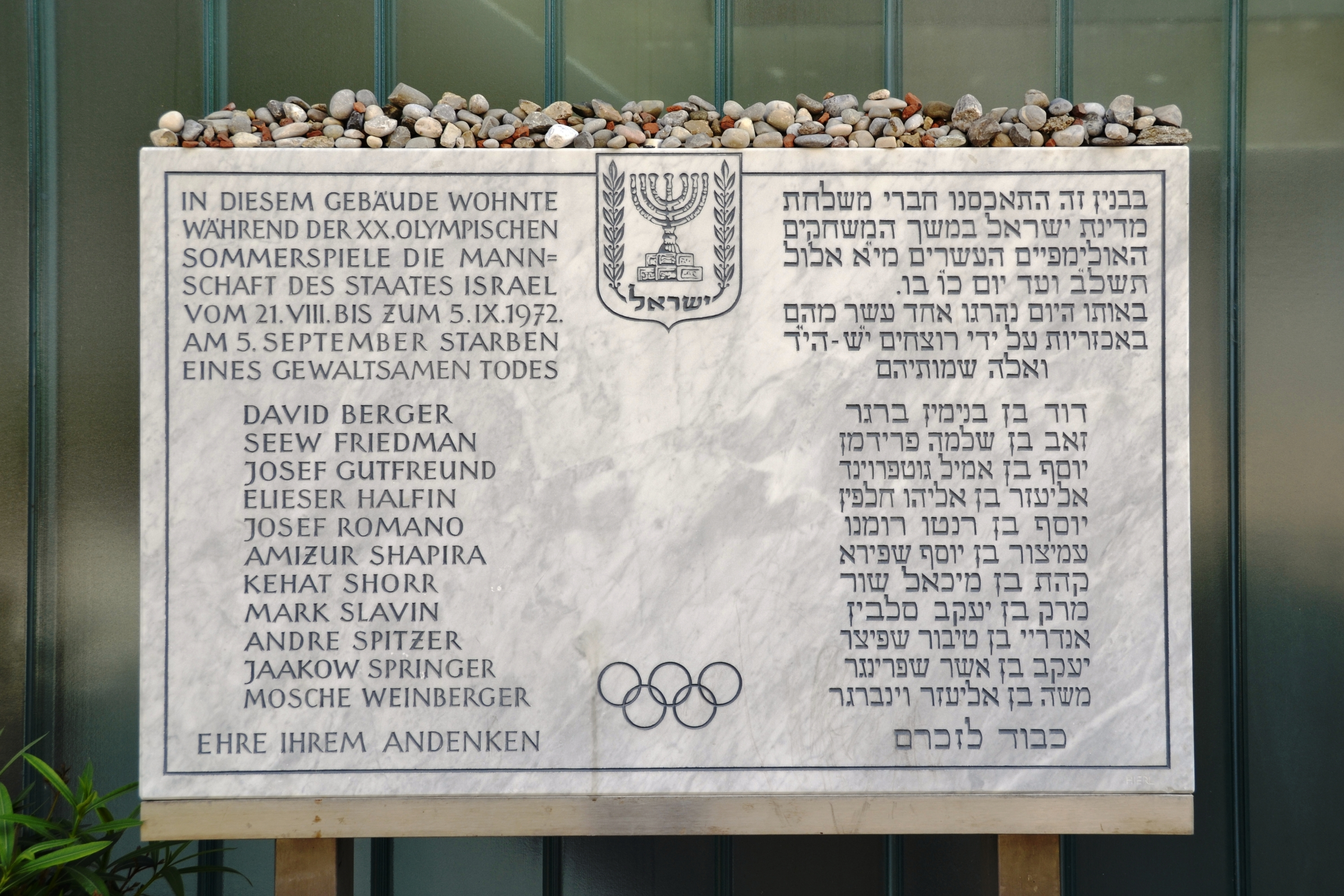
Placa conmemorativa de la masacre de Múnich durante los juegos olímpicos de 1972

El Frente de liberación Nacional (FLN) fue un grupo nacionalista fundado en Argelia bajo el control francés en 1954. El grupo era un movimiento de resistencia en gran escala contra el dominio de los franceses, la organización ocupaba el terrorismo para sus operaciones. El FLN fue inspirado por el Viet Minh que había hecho retirarse a los franceses de Vietnam. El FLN fue uno de los primeros grupos de lucha anticolonial que utilizaba el terrorismo para lograr sus métodos a gran escala. El FLN quería establecer un control sobre un pueblo rural y coaccionar a sus campesinos para ejecutar a cualquier legitimistas franceses entre ellos. En la noche del 31 de octubre de 1954, en una ola coordinada se realizaron setenta atentados y varios tiroteos conocidos como los ataques de Toussaint, el FLN atacó instalaciones militares francesas entre otras posiciones francesas. En el año siguiente, el grupo ganó apoyo significativo para un levantamiento contra legitimistas en Philippeville. Este levantamiento y la respuesta de mano dura por los franceses, convencieron a muchos argelinos para apoyar el FLN y el movimiento de independencia. El FLN finalmente logró la Independencia Argelia de Francia en 1962 y se transformó en el partido de Argelia.
En 1954 Fatah se organizó como un grupo nacionalista palestino que sigue existiendo hoy como un partido político en Palestina. En 1967 se unió a la organización de liberación de Palestina (OLP), una organización que reunía a palestinos nacionalistas seculares en 1964. La OLP inició sus operaciones armadas en 1965. Los miembro de la OLP estaban conformados por divisiones, las más grandes de esas divisiones era Fatah, el Frente Popular para la liberación de Palestina (FPLP) y el Frente democrático para la liberación de Palestina (FDLP). Las facciones de la OLP han llevado a cabo diversos actos de terrorismo. Abu Iyad es conocido por crear la organización Septiembre negro en 1970; el grupo es conocido mundialmente por tomar de rehenes a once atletas israelíes durante los Juegos Olímpicos de Múnich 1972. Todos los atletas y cinco integrantes de septiembre negro murieron durante un tiroteo con la policía alemana, en lo que más tarde fue conocido como la Masacre de Múnich. El FPLP fue fundada en 1967 por George Habash, y el 6 de septiembre de 1970, el grupo secuestro tres aviones de pasajeros internacionales, los secuestradores aterrizaron dos de ellos en Jordania y la y el tercero siguió volando. El líder de Fatah y Presidente de OLP Yasser Arafat dijo no gustarle el terrorismo, pero Israel dijo tener pruebas que Arafat siguió colaborando con el terrorismo hasta su muerte en 2004.
En mayo de 1974 22 estudiantes israelíes de secundaria, entre 14-16 años, fueron ejecutados por tres miembros del Frente democrático para la liberación de Palestina. Antes de llegar a la escuela, los terroristas también mataron a dos mujeres árabes, un judío hombre, su esposa embarazada y su hijo de 4 años de edad e hirieron a varios.
La organización Organización de los Muyahidines del Pueblo de Irán o Mujahedin-e Khalq, es una organización socialista y un grupo islámico que ha luchado contra el gobierno de Irán desde la revolución de Jomeini. El grupo fue fundado originalmente para oponerse al capitalismo y al Shah de Irán. El grupo pasaría a jugar un papel importante en el derrocamiento del Shah pero fue incapaz de sacar provecho de esto en el siguiente vacío de poder. El grupo es sospechoso de tener entre 10.000 y 30.000 miembros. El grupo renunció a la violencia en 2001 pero sigue siendo una organización terrorista según Irán y los Estados Unidos. Sin embargo, la UE ha eliminado al grupo de su lista de terroristas. La organización está acusada de apoyar a otros grupos como el Jundallah.
El ejército secreto armenio para la liberación de Armenia (ASALA) fue fundado en 1975 en Beirut durante la guerra civil libanesa por Hagop Tarakchian y Hagop Hagopian con la ayuda de simpatizantes palestinos. En el momento de su fundación, Turquía pasaba por una agitación política y Hagopian creyó que era el momento adecuado para vengar a los armenios que murieron durante el Genocidio armenio y obligar al Gobierno turco a ceder el territorio de Wilsonian a Armenia. El ataque más famoso de la organización es su ataque del aeropuerto de Esenboga, en 7 de agosto de 1982, dos miembros de ASALA dispararon contra civiles en una sala de espera en el aeropuerto internacional de Esenboga en Ankara. Nueve personas murieron y 82 resultaron heridas. En 1986, ASALA había dejado de realizar ataques.
El "Partiya Karkerên Kurdistan" (Partido de los Trabajadores de Kurdistán o PKK) se estableció en Turquía en 1978 como un partido nacionalista kurdo. Su fundador Abdullah Ocalan fue inspirado en la teoría maoísta de la guerra del pueblo y por la utilización del terrorismo por el FLN. El grupo busca crear un estado kurdo independiente que consta de partes del sudeste de Turquía, Irak al noreste, Siria del noreste y noroeste de Irán. En 1984, el PKK se transformó en una organización paramilitar e hizo atentados contra instalaciones gubernamentales turcas. En 1999, las autoridades turcas capturaron a Ocalan. Fue juzgado en Turquía y sentenciado a cadena perpetua. El PKK desde entonces ha tenido varios cambios de nombre.

### Europa

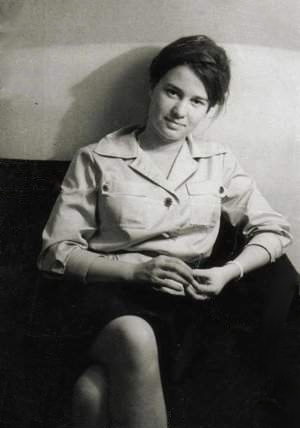
Ulrike Meinhof

Fundada en 1959, Euskadi Ta Askatasuna (ETA) fue una organización terrorista nacionalista vasca ETA asesinó a muchos funcionarios del gobierno, la primera víctima conocida de ETA fue un jefe de policía asesinado en 1968. En 1973 ETA asesinó al presidente del Gobierno y aparente sucesor de Franco, el almirante Luis Carrero Blanco; el asesinato, conocido como Operación Ogro, fue efectuado mediante una bomba subterránea emplazada bajo un punto de su ruta habitual en coche para ir a escuchar misa. En 1995, un coche bomba de ETA atentó contra José María Aznar, entonces líder de la oposición ante la inminente llegada de este a la presidencia del gobierno. La audiencia nacional española condenó a un miembro de ETA por haber planeado el asesinato del rey Juan Carlos. Todos los esfuerzos del gobierno español para negociar con ETA fracasaron, y en 2003 el Tribunal Supremo prohibió el partido político Batasuna, que era el brazo político de ETA.
El Ejército Republicano Irlandés Provisional (IRA) fue un movimiento nacionalista irlandés fundado en diciembre de 1969 cuando varios militantes incluyendo Seán Mac Stíofáin se escindieron del Ejército Republicano Irlandés Oficial. El IRA tenía como objetivo la unificación de Irlanda bajo la fórmula de una república democrática y socialista. Entre 1969 y 1997, durante el Conflicto de Irlanda del Norte, el grupo llevó a cabo una campaña armada, incluyendo ataques bombas, asesinatos e incluso ataques con mortero en las calles. El 21 de julio de 1972, en un ataque más tarde conocido como Viernes Sangriento, un grupo de veinte militantes detono dos bombas, matando a nueve e hiriendo a 130 personas. El 28 de julio de 2005, el Consejo Provisional de IRA anunció que la campaña se volvería más extrema. Se cree que IRA fue una importante organización exportadora de armas y que ayudó al entrenamiento de militantes de las FARC y la OLP.
La Fracción del Ejército Rojo (RAF) era un grupo izquierdista fundado en 1968 por Andreas Baader y Ulrike Meinhof en Alemania occidental. Inspirado en el Che Guevara, el socialismo maoísta y el Vietcong, el grupo buscó crear conciencia de los movimientos de independencia vietnamita y Palestina a través de secuestros, tomando rehenes de embajadas, robos, asesinatos, atentados y ataques a bases aéreas de Estados Unidos. El 30 de julio, Jurgen Ponto, entonces jefe del Banco de Dresdner, tuvo un intento de secuestro fallido por parte de esta organización; el 5 de septiembre, el grupo secuestrado a Hanns Martin Schleyer (un exoficial de las SS y un importante industrial del oeste alemán), lo ejecutaron el 19 de octubre. Estos ataques fueron parte de una operación lanzada por la organización, la operación fue llamada "Otoño alemán".
Las Brigadas Rojas fueron un grupo izquierdista fundado en 1970 que pretendía crear un estado revolucionario. El grupo realizó una serie de atentados y secuestros hasta que sus líderes, Curcio y Franceschini fueron detenidos a mediados de la década de 1970. Su sucesor como líder, Mario Moretti, guio al grupo hacia acciones más militarizadas y violentas, incluyendo el secuestro del ex primer ministro Aldo Moro en 16 de marzo de 1978. Moro fue asesinado después de 56 días. Esto condujo a un asalto total contra el grupo por las fuerzas de seguridad italianas. El grupo perdió la mayor parte de su apoyo social y la opinión pública se volvió fuertemente contra él. En 1984, el grupo se dividió, la mayoría fundó el Partido Comunista de Italia y la otra parte que era menor decidió reconstruir la Brigada, más tarde varios de dud miembros serían detenidos o asesinados.

### América
El Frente de Liberación de Quebec (FLQ) era un grupo nacionalista marxista que pretendió crear un Quebec independiente y socialista. Georges Schoeters fundó el grupo en 1963 y fue inspirado por el grupo guerrillero del Che Guevara y por el Frente de Liberación Nacional de Argelia. El grupo fue acusado de varios atentados, secuestros y asesinatos cometidos contra políticos, soldados y civiles. El 5 de octubre de 1970, el FLQ secuestro a James Richard Cross, el Comisionado de comercio británico y el 10 de octubre, al ministro de trabajo y al Vice primer ministro de Quebec, Pierre Laporte. Laporte fue asesinado una semana después.
En Colombia se formaron varios grupos paramilitares y guerrilleros desde la década de 1960. En 1983, el presidente Fernando Belaúnde Terry del Perú describió los ataques armados a ese país, como narcoterrorismo, es decir, "violencia emprendida por productores de drogas para debilitar y meter miedo al gobierno". El grupo narcoterrorista más conocido fue el Cartel de Medellín liderado por Pablo Escobar y Gonzalo Rodríguez Gacha, se les adjudican ataques contra el gobierno colombiano, y la población civil. Otros grupos terroristas fueron los paramilitares asociados con el narcoterrorismo del Muerte a Secuestradores (MAS), la Alianza Americana Anticomunista, entre otros que se transformarian, y en 1997 conforman las Autodefensas Unidas de Colombia (AUC). Las guerrillas realizaron actos terroristas como el Ejército de Liberación Nacional (ELN), las Fuerzas Armadas Revolucionarias de Colombia - Ejército del Pueblo (FARC-EP). Las FARC-EP (desmovilizadas en 2017), las AUC (desmovilizadas en 2006) y el ELN realizaron numerosos ataques contra civiles, fuerza pública, el gobierno colombiano. El gobierno estadounidense y la Unión Europea los consideran terroristas (las FARC-EP, por la UE hasta 2017).
La Liga de defensa judía (LDJ) fue fundada en 1969 por el rabino Meir Kahane en Nueva York, con el propósito declarado de proteger a los judíos del hostigamiento y antisemitismo. Estadísticas de la Oficina Federal de investigaciones dicen que, desde 1980 hasta 1985, 15 ataques que fueron investigados por el FBI, fueron clasificados como actos terroristas perpetrados por el LDJ. El Consorcio Nacional para el estudio del terrorismo y respuestas al terrorismo afirma que, durante las primeras dos décadas de actividad del LDJ, la organización fue una organización terrorista muy activa. Kahane posteriormente fundó el partido político israelí de extrema derecha Kach, que fue proscrito de las elecciones en Israel, actualmente el sitio oficial web del LDJ condena todo tipo de terrorismo.
La Fuerzas Armadas de Liberación Nacional (FALN) fue un grupo nacionalista fundado en Puerto Rico en 1974. En las décadas siguientes la organización cometió diversas masacres de policías y civiles en la búsqueda de la independencia de Puerto Rico. El FALN en 1975 se adjudicó la responsabilidad de cuatro atentados casi simultáneos en la ciudad de Nueva York. El FBI clasificó al FALN como una organización terrorista.
Weather Underground (también conocido como los Weathermen) comenzó como un grupo izquierdista de estudiantes para una organización de la sociedad democrática y en 1969 se convirtió en una organización. Los líderes de Weatherman fueron inspirados por los maoístas de China, el Partido Pantera Negra y las revueltas estudiantiles de 1968 en Francia, pretendían dar a conocer su revolución anticapitalista y antiguerra de Vietnam destruyendo símbolos del poder del gobierno. A partir la 1969 hasta 1974 Weatherman realizó ataques bombas en varias oficinas, estaciones de policía y sitios del gobierno de Washington como el Pentágono. Después del final de la guerra de Vietnam en 1975, la mayor parte del grupo se disolvió.

### Asia
El Ejército Rojo Japonés, fue fundada por Fusako Shigenobu en Japón en 1971 los objetivos de la organización eran derrocar al gobierno Japonés y el inicio de una revolución mundial. Se alió con el Frente Popular para la Liberación de Palestina (FPLP), el Ejército rojo cometió múltiples ataques terroristas como, secuestrar un avión comercial japonés y saboteado una refinería de Shell oil en Singapur. El 30 de mayo de 1972, Kōzō Okamoto y otros miembros del grupo lanzaron un ataque con armas de fuego y granadas en el aeropuerto de Lod en Tel Aviv en Israel, matando a 26 personas e hiriendo a otros 80. Dos de los tres atacantes luego se suicidaron con granadas.
Fundada en 1976, los Tigres de Liberación del Eelam Tamil fue una organización nacionalista y paramilitares con sede en el norte de Sri Lanka compuesta por timiles. Desde su fundación por Velupillai Prabhakaran, libraron una guerra para crear un sistema independiente y crear un estado controlado por tamiles en el norte y este de Sri Lanka. El conflicto se originó tras las tomas de unas medidas por parte de la mayoría Cingalesa que fueron percibidas como intentos de marginar a la minoría Tamil. La campaña de resistencia en Sri Lanka ha evolucionado a Guerra Civil, una de las más largas en duración en Asia. El grupo ha llevado a cabo numerosos atentados, incluyendo uno el 21 de abril de 1987, fue un atentado con coche bomba en Colombo contra una terminal de bus en el que murieron 110 personas. En 2009, el ejército de Sri Lanka lanzó una gran ofensiva militar contra el movimiento secesionista y alegó que se había destruido eficazmente la organización.

### África
En Kenia, debido a la incompetencia de la Unión Africana para hacer reformas políticas a través de medios pacíficos, activistas radicales dentro de la KAU decidieron formar un grupo nacionalista. En 1952 fue creado el grupo Mau Mau, el grupo estaba integrados por Kikuyus, junto con algunos Embus y Merus. Los Mau Mau llevaron a cabo ataques contra opositores políticos, pueblos leales a los británicos, granjas de colonos blancos y destrucción de ganado. La administración colonial británica declaró el estado de emergencia y las fuerzas británicas fueron enviadas a Kenia. La mayoría de los combates eran entre leales a los británicos y los Mau Mau muchos eruditos consideran el conflicto como la guerra civil Kikuyu. El gobierno de Kenia considera la sublevación de los Mau Mau como un paso clave hacia la independencia de Kenia de los británicos. Los británicos fueron acusados de utilizar la tortura y las ejecuciones en masa como parte de sus esfuerzos para suprimir a los Mau Mau, aunque las fuerzas británicas tenían estrictas órdenes de no maltratar a los terroristas Mau Mau.
Fundada en 1961, Umkhonto we Sizwe (MK) fue el ala militar del Congreso Nacional Africano; el MK llevó a cabo una campaña de guerrilla contra el régimen del apartheid en Sudáfrica y fue responsable de muchos atentados. El MK lanzó sus primeros ataques contra instalaciones gubernamentales el 16 de diciembre de 1961. El gobierno de Sudáfrica clasificó al grupo como una organización terrorista. El líder principal del MK era Nelson Mandela, quien fue juzgado y encarcelado por los actos cometidos por el grupo. Con el fin de acabar con el apartheid en Sudáfrica, Umkhonto we Sizwe fue incorporado en las Fuerzas Armadas de Sudáfrica.

## Finales delsigloXX
En la década de 1980 y 1990, aumentó el número de organizaciones islamistas en pos de objetivos religiosos y políticos, muchas organizaciones islámicas estaba inspirados en la revolución islámica de Irán de 1979. En la década de 1990, las organizaciones islamistas realizaron varios ataques, algunos de ellos son, los Atentado del World Trade Center de 1993, el Ataque de gas sarín en el metro de Tokio realizado por Aum Shinrikyo el 20 de marzo de 1995 y el ataque bomba en un edificio Federal de Murrah en la ciudad de Oklahoma realizado por Timothy McVeigh un mes más tarde ese mismo año. Este período también vio el surgimiento de lo que a veces se clasifica como terrorismo monotemática. En este periodo de tiempo también se vieron grupos extremistas con origen en otros países pero que hacían ataques terroristas fuera de sus países de origen. Ejemplos notables en este período es el terrorismo ambiental y el terrorismo islamista.

### América
Los contras eran una milicia contra-revolucionaria formada en 1979 para oponerse al gobierno sandinista de Nicaragua. El Instituto Católico de Relaciones Internacionales afirmó que los contras eran un grupo abusivo y que sus acciones consistían en violaciones de derechos humanos, asesinato, tortura, mutilaciones, violación, incendios provocados, destrucción y el secuestro. Human Rights Watch posteriormente enviaría un grupo de expertos para brindar ayuda psicológica, la ayuda fue dirigida hacia civiles que habían sido secuestrados y torturados. Los contras reclutaban a niños y realizaban una ejecución de civiles indiscriminada. Los contras se disolvieron después de la elección de Violeta Chamorro en 1990.
El 19 de abril de 1995, se llevó a cabo un ataque bomba en la ciudad de Oklahoma que fue dirigido contra el gobierno de Estados Unidos, Timothy McVeigh, quien fue declarado culpable de llevar a cabo el crimen. El ataque bomba del Edificio Federal Alfred P. Murrah en el centro de Oklahoma cobro 168 vidas y dejó más de 800 heridos. McVeigh, quien fue declarado culpable de asesinato en primer grado y ejecutado, dijo que su motivación fue la venganza por las acciones del gobierno de Estados Unidos en Waco y Ruby Ridge.

### Medio Oriente

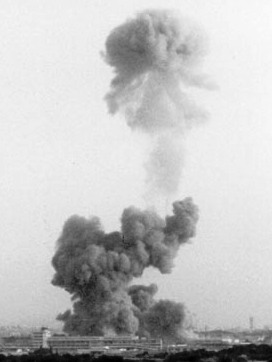
Explosión en base de Estados Unidos en Líbano, 1983

659 personas murieron en Líbano entre 1982 y 1986 por culpa de 36 ataques suicidas dirigidos contra fuerzas americanss, francesas e israelíes, los ataques fueron hechos por 41 individuos con creencias políticas de predominantemente izquierdista y que eran seguidores de las religiones cristianas y musulmanas. En 1983 Beirut la organización islámica Jihad realizó un ataque bombaa en una base militar, que mató a 241 Estados Unidos, 58 cascos azules franceses y seis civiles en Beirut, el ataque fue particularmente mortal. Hezbollah es un movimiento islamista y un partido político fundado oficialmente en el Líbano en 1985, diez años después del estallido de la guerra civil en ese país. Inspirado por el Ayatollah Ruhollah Khomeini y la revolución iraní, el grupo originalmente buscaba una revolución islámica en el Líbano y ha luchado mucho tiempo para la retirada de las fuerzas israelíes del Líbano. Dirigido por Jeque Sayyed Hassan Nasrallah desde 1992, el grupo ha capturado a soldados israelíes y llevado a cabo ataques con misiles y atentados suicidas contra blancos israelíes.
La Jihad Islámica egipcia (a.k.a. Al-Gamaa Al-Islamiyya) es un movimiento islamista egipcio militante cuyo objetivos es la creación de un estado islámico en Egipto. El grupo se formó en 1980 inicialmente como un grupo de estudiantes militantes que fueron formados después de que los hermanos musulmanes renunciaron a la violencia. Es dirigido por Omar Abdel-Rahman, quien ha sido acusado de participar en los atentados del World Trade Center de 1993. En 1981, el grupo asesino al presidente egipcio Anwar Sadat. El 17 de noviembre de 1997, en lo que se conoció como la masacre de Luxor, el grupo atacó a unos turistas en el templo de Hatshepsut (Deir el-Bahari); seis hombres vestidos como oficiales de policía habían ametrallado a 58 turistas japoneses y europeos y cuatro egipcios.

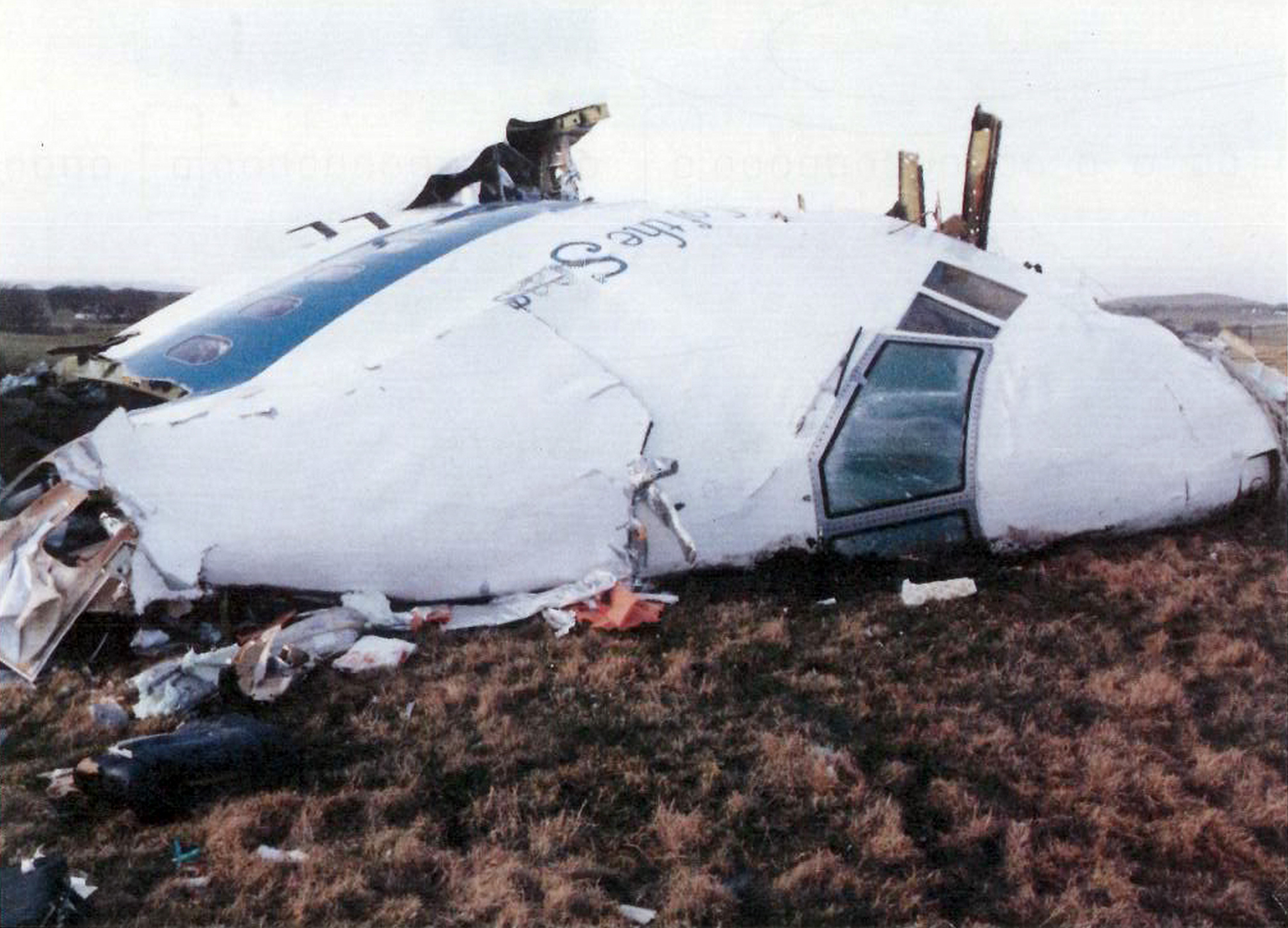
Restos de la nariz del vuelo 103

El 21 de diciembre de 1988, el vuelo 103 de la aerolínea American World Airways que despegó del aeropuerto de Londres con destino a Nueva York, fue destruido a medio vuelo cerca de la localidad escocesa de Lockerbie, matando a 270 personas, incluyendo 11 personas que se encontraba en tierra. En 31 de enero de 2001, el libio Abdelbaset al-Megrahi fue declarado culpable por tres jueces escoceses del ataque bomba y fue condenado a 27 años de prisión. En 2002, Libia ofreció una compensación financiera a los familiares de las víctimas a cambio del levantamiento de las sanciones de las Naciones Unidas y de Estados Unidos. En 2007 Megrahi fue liberado debido a su cáncer terminal.
El primer ataque suicida palestino tuvo lugar en 1989 cuando un miembro de la Yihad islámica palestina detono una bomba en un autobús en Tel Aviv, matando a 16 personas. En la década de 1990 otro grupo, Hamás, también llegó a ser bien conocido por los atentados suicidas. El Jeque Ahmed Yassin, Abdel Aziz al-Rantissi y Mohammad Taha del ala Palestina de los hermanos musulmanes de Egipto habían creado Hamás en 1987, al principio fue un grupo de sublevados contra el mandato israelí en los territorios palestinos, las sublevaciones consistían en desobediencia civil, pero a veces degeneró en violencia. La milicia de Hamás, las Brigadas Izz ad-Din al-Qassam, comenzaron sus propios atentados suicidas contra Israel en 1993, finalmente ellos son responsables del alrededor del 40% de los atentados perpetrados en Israel. Hamás ha sido responsable de ataques con cohetes contra Israel, ataques IED, tiroteos y apuñalamientos. Tras ganar las elecciones legislativas, Hamás desde junio de 2007 ha gobernado la Frajna de Gaza. Hamás es señalada como una organización terrorista por la Unión Europea, Israel, Canadá, Japón y los Estados Unidos. Australia y el Reino Unido han señalado que el ala militar de Hamás, el Izz ad-Din brigadas al-Qassam, es una organización terrorista. La organización está prohibida en Jordania. Los países que no consideran a Hamás una organización terrorista son Irán, Rusia, Noruega, Suiza, Brasil, Turquía, China y Catar. Además Hamás, el Frente Popular para la liberación de Palestina, Jihad islámica palestina, frente de liberación de Palestina, entre otras organizaciones para liberar Palestina fueron catalogadas como organizaciones terroristas por el Departamento de estado en la década de 1990.
El 25 de febrero de 1994, Baruch Goldstein, un médico israelí nacido en EU, realizó un ataque terrorista en la ciudad de Hebrón, Goldstein disparó y mató a entre 30 y 54 fieles musulmanes dentro de la mezquita de Ibrahimi (dentro de la cueva de los patriarcas) y dejó heridos a otros 125 a 150. Goldstein, quien fue linchado y asesinado en la mezquita, era un partidario del Kach, un partido político israelí fundado por el rabino Meir Kahane que abogaba por la expulsión de los árabes de Israel y los territorios palestinos. Actualmente , Kach es un grupo disidente junto con, Kahane Chai, son consideradas organizaciones terroristas por Israel, Canadá, la Unión Europea y los Estados Unidos. El grupo de anti-miscegenation de extrema derecha Lehava, encabezado por el exmiembro del Kach Bentzi Gopstein, es políticamente activo dentro de Israel y sus territorios ocupados.

### Asia
Aum Shinrikyo, más conocido como Aleph, es un grupo religioso japonés fundado por Shoko Asahara en 1984 como un grupo de meditación yóguica. Más tarde, en 1990, Asahara y otros 24 miembros hicieron campaña política para ser miembros de la cámara de representantes de Japón. Ninguno ganó las votaciones, y el grupo comenzó a militarizarse. Entre 1990 y 1995, el grupo intentó varios ataques violentos, aparentemente sin éxito utilizando métodos de guerra biológica, ellos utilizaban una toxina botulínica y esporas de ántrax. El 28 de junio de 1994, los miembros de Aum Shinrikyo liberaron un gas sarín en varios sitios en la zona de Kaichi Heights de Matsumoto, Japón, matando a ocho e hiriendo a 200 en lo que se conoce como el Incidente de Matsumoto. Siete meses después, el 20 de marzo de 1995, los miembros de Aum Shinrikyo liberaron gas sarín en un ataque coordinado en cinco trenes en el metro de Tokio, matando a 12 pasajeros y dañando la salud de alrededor de otras 5.000 en lo que se conoce como el incidente del metro sarín (地下 鉄 サ リ ン 事件, Chikatetsu sarín jiken). En mayo de 1995, Asahara y otros altos dirigentes de la organización fueron detenidos y varios integrantes del grupo empezaron a abandonarlo rápidamente, aunque sigue operativo actualmente.
En 1985, el Vuelo 182 de Air India que salió de Canadá fue hecho estallar por una bomba, mientras se encontraba en el espacio aéreo de Irlanda, matando a 329 personas, entre ellos 280 ciudadanos canadienses, en su mayoría de nacimiento hindú, y 22 hindúes. El incidente fue el acto más mortal de terrorismo aéreo antes del 9/11, y el primer ataque bomba en un avión Jumbo 747 que establecería un modelo para futuros planes terroristas en el aire. El accidente ocurrió a una hora antes del fatal ataque bomba en el aeropuerto de Narita, que también se originó en Canadá, fue perpetrado por un hombre que dejó una bolsa en el suelo que más tarde estallaría. La evidencia de las explosiones, los testigos y las escuchas telefónicas apuntaban a un intento de hacer estallar en realidad dos aviones simultáneamente por los miembros del grupo militante Babbar Khalsa con sede en Canadá como represalia a la India para atacar el templo de oro.

### Europa
Los separatistas Chechenos, liderados por Shamil Basayev, llevaron a cabo varios ataques contra objetivos rusos entre 1994 y 2006. Uno de los ataques más famosos fue en junio de 1995, cuando hubo una crisis de rehenes en un hospital de Budionnovsk, Basayev dirigió la toma de rehenes por parte de separatistas chechenos, 1.000 civiles fueron tomados como rehenes en un hospital de Budionnovsk. Los rehenes fueron rescatados, pero fueron asesinados 105 civiles y 25 soldados rusos murieron en el rescate.

## Siglo 21
Durante el siglo 21 se llevaron a cabo varios ataques terrorista en diversas partes del mundo, los más conocidos son los Atentados del 11 de septiembre de 2001, la Crisis de rehenes del teatro de Moscú, los Atentados de Estambul de 2003, los Atentados del 11 de marzo de 2004, la Masacre de la escuela de Beslán, los Atentados de 2005 en Londres, los Atentados del 29 de octubre de 2005 en Nueva Delhi, los Atentados de Bombay de 2008 y los Atentados de Noruega de 2011.

### Asia
El 27 de diciembre de 2007 la primera ministra paquistaní Benazir Bhutto fue asesinada durante una reunión que tenía con sus seguidores. Un atacante suicida detonó una bomba junto con otros extremistas contra los seguidores de Bhutto, los atacantes también dispararon armas de fuego matando a la primera ministra y otras 14 personas. Ella fue llevada inmediatamente al hospital y fue declarada muerta. Se cree que fue un intento de callarla, ella estaba tratando de advertirle a Pakistán y al mundo de los grupos yihadistas antes de que alcanzaran un gran poder. La responsabilidad de su muerte recayó en el presidente de esa época, Pervez Musharraf, quien era un exmilitar, Musharraf cambiaba su seguridad constantemente debido a las constantes amenazas de muerte que recibía después de haber negado la protección de un grupo extremista. Aunque Al-Qaeda se responsabilizó de la muerte de la primera ministra el pueblo pakistaní sigue sospechando del expresidente Pervez Musharraf por no tomar en serio las amenazas recibidas por la primera ministra. Sin embargo, durante su juicio él negó eso y él afirmó que Bhutto nunca habló con él sobre una amenaza de muerte.
Los Atentados de Bombay de 2008 fueron más de diez ataques coordinados, los ataques fueron tiroteos y ataques bomba a través de Mumbai, la ciudad más grande de la India, el ataque fue hecho por el grupo Lashkar-e-Taiba, una organización terrorista islámica de Pakistán con vínculos con ISIS, los servicios secretos de Pakistán. Los seis objetivos principales del ataque eran:
1.Chhatrapati Shivaji Terminus - antes conocida como la estación de Victoria

2. El Taj Mahal Palace and Tower - se reportaron seis explosiones en el hotel, 200 rehenes fueron rescatados del edificio en llamas. Un grupo de miembros del comité del Parlamento Europeo se alojaban en el hotel en el momento pero ninguno resultó herido. Dos atacantes mantuvieron rehenes en el hotel.
3.Café Leopold - un popular café y bar en la calzada que fue uno de los primeros lugares en ser atacado resultando en la muerte de 10 personas

4.El Hotel Trident-Oberoi - una explosión se escuchó aquí, el presidente municipal de Madrid estaba comiendo en el lugar, no hubo heridos.

5.Nariman House, un centro comunitario judío - hubo una toma de rehenes por dos atacantes, finalmente, los rehenes fueron liberados finalmente.
El 14 de enero de 2016 una serie de ataques terroristas se llevaron a cabo en Yakarta, capital de Indonesia que tuvo como resultado 8 hindúes muertos. La responsabilidad de estos ataques fue adjudicada a ISIS. Indonesia alberga a siete grandes grupos terroristas con ideología islámica extremista.

### América
En 2001 se vieron varios ataques bioterroristas como los ataques con ántrax de 2001 (el primer ataque bioterrorista a nivel internacional fue llevado a cabo en Oregón, por seguidores del Rajneeshee en 1984), también se empezaron a ver cartas con esporas de ántrax que fueron enviadas a varios medios americanos y a dos políticos del partido demócrata. Esto dio lugar a varias de las primeras muertes atribuidas a un ataque bioterrorista.
El más reciente ataque terrorista en los Estados Unidos fue el tiroteo de San Bernardino Tashfeen Malik el 8 de diciembre de 2015. La atacante disparó y mató a 14 personas en una fiesta. Tras aceptar abiertamente ser parte del grupo terrorista ISIS en Facebook. Su esposo, Syed Rizwan Farook también dijo tener lealtad al líder islámico Abu Bakr Al-Baghdadi. El tiroteo se llevó a cabo en un Centro Regional donde también 21 personas resultaron heridas.

## Terrorismo y Turismo
Diversos autores han señalado que el terrorismo de la década de los 70 ha mutado, luego del 11 de septiembre de 2001, a una forma más radical donde los turistas, periodistas y contratistas se sitúan como el principal blanco. Así también, los espacios de recreación, esparcimiento y turismo son altamente sensibles a los atentados terroristas. Diversos hechos como el atentado a las Torres Gemelas (2001), o los ataques en la isla de Bali (2002) seguido de hechos similares indican que el terrorismo moderno planifica sus ataques con dirección a los destinos turísticos internacionales y nacionales. Algunos expertos sugieren que los grupos terroristas buscan maximizar los efectos al menor costo, por ese motivo los ataques a espacios públicos o semi públicos generan un impacto mayor que la violencia localizada. Si en décadas pasadas, los ataques se llevaban a cabo sobre personas importantes, políticos, o jefes de policía, luego de 2001 ese lugar lo ocupan los turistas y/o mega-eventos deportivos como Juegos Olímpicos, Mundiales de Futbol o recitales.
En este sentido, a la hora de explicar la relación entre el turismo y el terrorismo, la bibliografía especializada se divide en dos grandes familias. Por un lado, se destacan aquellos estudios que sostienen que el terrorismo es un fenómeno moderno de origen semiótico, lo cual quiere decir que los grupos radicalizados buscan imponer a través del miedo un mensaje al estado nacional que de otra forma no sería aceptado. El turismo ofrece el escenario perfecto en cuanto a la publicidad del mensaje que se desea dar. Por el otro, un abordaje complementario enfatiza en la naturaleza económica del terrorismo, la cual revitaliza ciertos aspectos disfuncionales de la economía. El terrorismo a largo plazo permite cambios sustanciales en la organización económica que de otra forma serían rechazados.  Los teóricos Anthony Clayton y Maximiliano Korstanje sugieren que en una primera instancia, los efectos del terrorismo sobre el sector turístico son devastadores, no obstante con en el transcurso del tiempo la demanda turística no sólo se sobrepone a niveles mayores a los del atentado, sino que el atentado se transforma en un atractivo turístico en sí mismo. Esta línea de investigación se cristaliza en lo que los académicos han bautizado como turismo de desastre o turismo oscuro.
Por último, Peter Tarlow advierte que el turismo ofrece pocas barreras de seguridad respecto a los atentados debido a que los turistas tratan de evitar zonas altamente militarizadas o con presencia de fuerzas de seguridad. El hecho de ser extranjeros, asociados a una baja presencia de fuerzas de seguridad y del gran impacto mediático derivado del asesinato de turistas inocentes, hace de los centros turísticos el blanco ideal de los grupos terroristas. La seguridad turística es la subdisciplina que estudia este tipo de fenómenos.